# Sedan (Minnesota)
Pour les articles homonymes, voir Sedan (homonymie).
Sedan est une ville américaine située dans le Comté de Pope, dans le Minnesota. Selon le recensement de 2010, sa population est de 45 habitants.